# 3. tisočletje pr. n. št.
3. tisočletje pred našim štetjem obsega leta od 2001 pr. n. št. do vključno 3000 pr. n. št.

## Stoletja in desetletja
| 21. stoletje pr. n. št. |
| 22. stoletje pr. n. št. |
| 23. stoletje pr. n. št. |
| 24. stoletje pr. n. št. |
| 25. stoletje pr. n. št. |
| 26. stoletje pr. n. št. |
| 27. stoletje pr. n. št. |
| 28. stoletje pr. n. št. |
| 29. stoletje pr. n. št. |
| 30. stoletje pr. n. št. |